# Svensk Fågel
Svensk Fågel, Svensk Fågel AB, är en svensk branschorganisation för produktion och uppfödning av matfågel (kyckling och kalkon) som bildades 1988. Medlemmarna består av avelsföretag, kläckerier, fodertillverkare, bönder och slakterier. Bland medlemsföretagen finns Kronfågel, Guldfågeln, Atria Sweden, Knäreds kyckling, Bjärefågel och Ingelsta kalkon. Svensk Fågel ansvarar för 98 procent av matfågelproduktionen i Sverige (2025).
Kvalitetsmärkningen Svensk Fågel föreställer en gul tupp mot blå bakgrund och ett rött hjärta. Den ska garantera en hållbar köttprodukt där fågeln är kläckt, uppfödd, slaktad och förädlad i Sverige, samt att köttet är fritt från salmonella.